# Disteganthus calatheoides
Disteganthus calatheoides là một loài thực vật có hoa trong họ Bromeliaceae. Loài này được (L.B.Sm.) L.B.Sm. & Read mô tả khoa học đầu tiên năm 1976.